# Weber (Nouvelle-Zélande)

Weber est une localité de la région de Hawke's Bay, dans l’île du Nord de la Nouvelle-Zélande.

## Situation
Weber est un petit hameau situé à 28 km au sud-est de la ville de Dannevirke et à 23 km O-N-O de la ville de Herbertville, sur la côte est de l’île du Nord de la Nouvelle-Zélande. Il est à environ 5 km au sud de la ville de Waipatiki.

## Toponymie
Weber fut dénommé ainsi d’après le nom de l’inspecteur (géomètre) Charles H. Weber né en Allemagne en 1830, et mort durant sa campagne d’inspection près de Woodville en 1886. 
Son corps fut retrouvé seulement trois ans après sa disparition.

## Histoire
Le hameau fut fondé à la fin du XIXe siècle comme une simple étape de nuit pour les diligences sur leur trajet allant de Dannevirke vers la côte est de l’île. 
Il était situé à la distance que pouvaient parcourir les voitures de 6 chevaux en une journée .
Weber a un cimetière, qui est situé à environ 2 km à l’ouest des habitations. 
Il contient environ 51 stèles funéraires, dont la moitié correspond à des enfants de moins de 13 ans . 
Un mémorial récent, de 2013, pour ceux, qui y ont été enterrés ici, a été dressé le long de la rue principale dans la ville de Weber.

## Activité économique
Au début de ce siècle, il abritait une petite communauté avec une station de police et une cellule de prison, un grand hôtel, des magasins et un bureau de poste.
Aujourd’hui, il y a essentiellement une église, une école, un pub, un dépôt rural des pompiers, un centre de réunion de la communauté et quelques maisons. 

## Description historique
L’index Wises réunissant le nom de toutes les places habitées de NZ en 1897 décrit Weber comme: « WEBER, Hawke's Bay », situé sur le cours du fleuve Akitio; dans le comté de Waipawa (en); 104 milles au sud de la ville de Napier. Citation:
- Le chemin de fer en direction de Dannevirke, puis le coach (lundi, mercredi et vendredi, 25 milles coûtent 10 schillings). Avec un service quotidien en été.
- Pâturage et scierie.
- Bonnes possibilités de tir dans toutes sortes de saisons.
- Piste cyclable agréable.
- Les chutes de la rivière Akitio, qui peuvent être atteintes à cheval, sont une grande  attraction.
- Un hôtel (conseil privé!) 25 schillings.
- Bureau de poste et télégraphe, appelé d’après le nom du premier arpenteur de la ville.
- Docteur Résident. C’est le nom d’un comté.
- Un mémorial récent (2013) au cimetière de Weber fut érigé le long de Paper road à quelque 2 km à l’ouest de la ville.
- Durant les 2 guerres mondiales, la population locale de la ville de Weber a perdu un grand nombre de ses hommes [3] et Weber à un mémorial permanent de la guerre, mais la première parade de l’ANZAC en 50 ans n’a eu lieu qu’en 2010.

## Accès
Weber est située juste en dehors de l’ancienne route Strate Highway 52/SH 52 (en). 
C’est une route touristique spectaculaire allant de la ville de Waipukurau à celle de Eketahuna, qui va aussi au-delà jusqu’à la place ayant le nom le plus long du monde, qui est Taumatawhakatangihangakoauauotamateapokaiwhenuakitanatahu.

## Séisme de 1990 à Weber
En 1990, Weber fut l’épicentre d’un important tremblement de terre.
La géologie locale de la zone fait en effet que les tremblements de terre y sont pires qu’ailleurs. 
Il est connu localement comme le tremblement de terre du Mother's day car il est survenu durant la fête des Mères 

## Caractéristiques  de Weber
Weber est exactement aux antipodes de Madrid la capitale de l’Espagne.
À une courte distance de Weber, on trouve aussi les chutes de Waihi Falls, considérées par beaucoup comme l’une des plus belles chutes d'eau de l’île du Nord, à voir si possible après une pluie intense 